# Viognier
El viognier és un raïm blanc de la vall del Roine, conreat especialment a Condrieu, on se n'obté un vi molt suau i fragant, i que també és present en moltes zones del sud francès.
Va ser-hi portat pels immigrants foceus el segle i de la nostra era.